# جائزة خوسيه ريس للنشر العلمي
جائزة خوسيه ريس للنشر العلمي (بالبرتغالية: Prêmio José Reis de Divulgação Científica) هو تكريم سنوي يمنحه المجلس البرازيلي للتنمية العلمية والتكنولوجية، لمؤسسة أو المنظمة الإعلامية أو دار النشر أو الفرد الذي ساهم في نشر وتوعية الجمهور بالعلوم والتكنولوجيا في البرازيل. ومن ثم تم تسميته تكريمًا للدكتور خوسيه ريس عالم الأحياء البرازيلي والكاتب العلمي الذي كان أحد الرواد في هذا المجال.
في البداية كانت الجائزة كل سنتين وتم اقتراح المرشحين من قبل لجنة التحكيم نفسها. في عام 1982 أصبح سنويًا، وخضعت لإعادة صياغة عميقة في لوائحها. في الفترة من 1983 إلى 2013 كان للجائزة ثلاث فئات: «النشر العلمي والتكنولوجي» للباحث أو الكاتب باعتباره ناشرًا للعلوم، «الصحافة العلمية» للصحفي المتميز في المنطقة، «المؤسسة» تكافئ المؤسسة أو وسيلة الاتصال الأكثر دعمًا للنشر العلمي. في عام 2014 تمت إعادة تسمية فئات «النشر العلمي والتكنولوجي» و«الصحافة العلمية» إلى «الباحث والكاتب» و«الصحفي في العلوم والتكنولوجيا» على التوالي.
منذ عام 1995 تُمنح الجائزة سنويًا لواحدة فقط من الفئات الثلاث، على أساس دوري، بدءًا من «النشر العلمي والتكنولوجي» والذي تم تغيير اسمه في عام 2014 إلى «الباحث والكاتب».
كانت نسخة 2014 هي رقم 34 في فئة «الإفصاح العلمي والتكنولوجي»، التي مُنحت جائزتها في الاجتماع السنوي السابع والستين للجمعية البرازيلية لتقدم العلوم، الذي عقد في جامعة ساو كارلوس الفيدرالية بين 12 و 18 يوليو 2015.